# Georg Teigl
Georg Teigl (* 9. Februar 1991 in Wien) ist ein ehemaliger österreichischer Fußballspieler auf der Position eines Abwehr- bzw. Mittelfeldspielers. Er konnte auch auf dem linken sowie auf dem rechten Flügel eingesetzt werden.

## Karriere

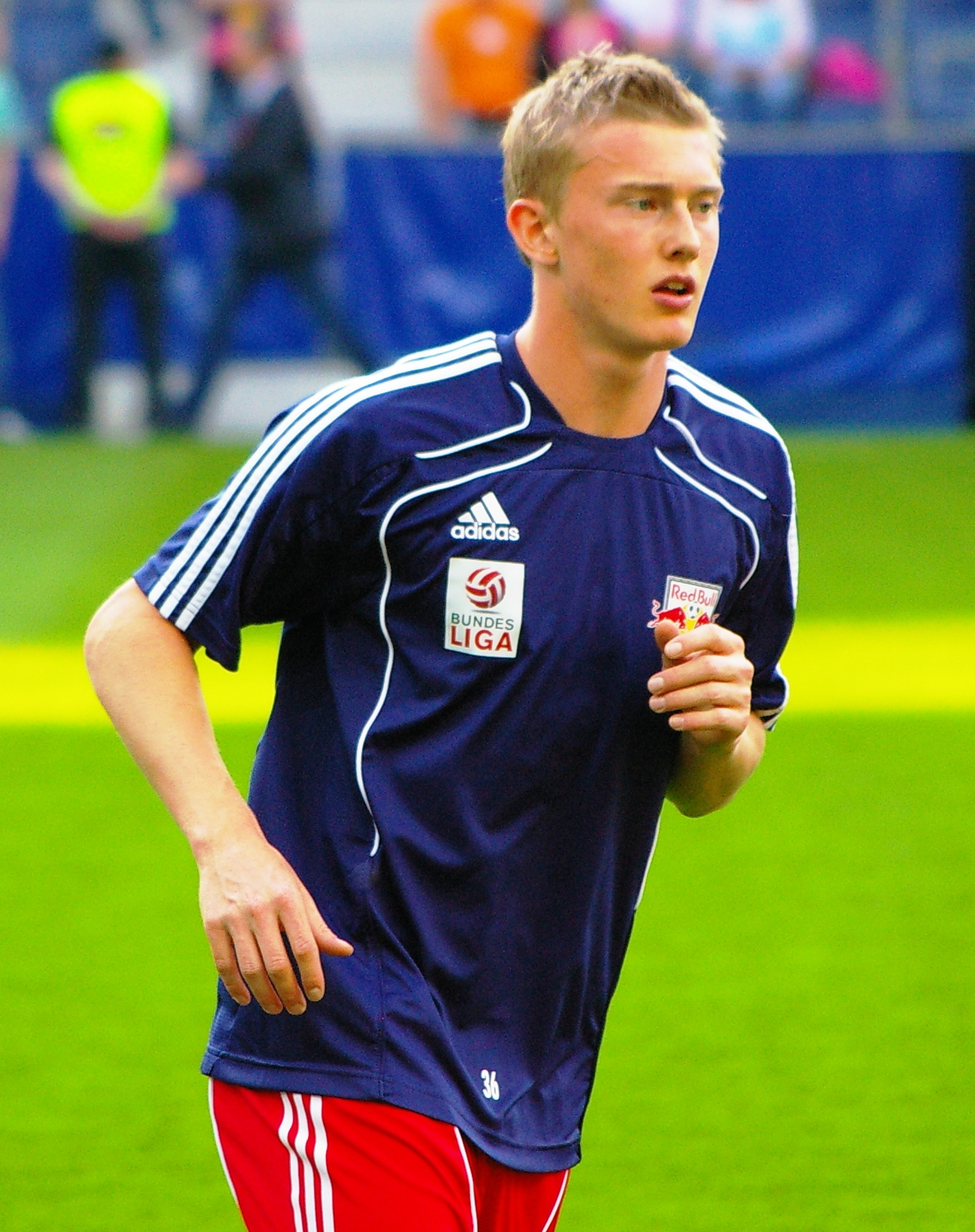
Georg Teigl beim Aufwärmen (2011)

### Vereine
Georg Teigl begann beim SV Gablitz mit dem Fußballspielen und kam über den FC Purkersdorf in die Fußballakademie St. Pölten, ehe er im Juni 2009 vom FC Red Bull Salzburg verpflichtet wurde. Die „Red Bull Juniors“ spielten zu diesem Zeitpunkt in der zweithöchsten österreichischen Fußballliga (ADEG Erste Liga). Sein Profi-Debüt gab er am 14. Juli 2009 im Spiel gegen den FC Wacker Innsbruck. Er durfte in der Startelf beginnen und wurde in der 63. Minute für Marco Meilinger ausgewechselt. Aufgrund einer Ligareform mussten die Juniors Ende der Österreichischen Fußballmeisterschaft 2009/10 in die 3. höchste Spielklasse, die Fußball-Regionalliga (Regionalliga West) absteigen, doch Teigl blieb der Mannschaft treu. Im Jänner 2011 war der FC Wacker Innsbruck an einer Verpflichtung interessiert, doch nachdem ihm Dietrich Mateschitz in naher Zukunft Chancen für die Kampfmannschaft in Aussicht stellte, blieb er in Salzburg.
Sein Debüt in der österreichischen Bundesliga gab Teigl am 16. April 2011 im Bundesligaspiel gegen SK Sturm Graz. Er wurde zur Pause für Jakob Jantscher eingewechselt und krönte seine Leistung mit dem entscheidenden Pass zum 3:0 durch Alan. In der Frühjahrssaison kam er noch auf weitere sieben Einsätze und unterzeichnete für das Bundesligateam vom FC Red Bull Salzburg einen Dreijahresvertrag bis 2014. Am 21. Juli 2011 gab er gegen die lettische Mannschaft Liepājas Metalurgs sein Europacupdebüt. Der erste Bundesligatreffer gelang ihm am 2. Oktober 2011 bei der Auswärtsniederlage gegen den FK Austria Wien, wo ihm in der 62. Minute der zwischenzeitliche Ausgleich zum 2:2 gelang. Am Ende der Saison 2011/12 gewann Teigl mit Salzburg das Double aus Österreichischer Meisterschaft und Pokal. In der Saison 2012/13 wurde er immer wieder als Wechselspieler eingesetzt. Er spielte 33-mal und schoss dabei fünf Tore. In der Sommerpause 2013 verpflichtete Salzburg mit Marco Meilinger und Yordy Reyna zwei Topspieler auf seiner Position. In der Hinrunde der Saison 2013/14 kam Teigl nur noch zu sechs Einsätzen – fünf davon waren Kurzeinsätze.
Im Jänner 2014 wechselte Teigl zu RB Leipzig in die 3. Liga und erhielt dort einen Vertrag bis Sommer 2015. Teigl wurde kurzfristig als Ersatz für den Leipziger Christian Müller verpflichtet, der sich wenige Tage vorher im Trainingslager schwer verletzt hatte und die verbleibende Saison ausfiel. Nachdem Teigl in Salzburg vorrangig im Mittelfeld gespielt hatte, spielte er in Leipzig eher in der Defensive. In der verbleibenden Saison 2013/14 kam Teigl auf 13 Ligaeinsätze und schaffte mit der Mannschaft den Aufstieg in die 2. Bundesliga.
Zur Saison 2016/17 wechselte Teigl zum Bundesligisten FC Augsburg. Beim FC Augsburg kam Teigl in seiner ersten Saison auf 18 Bundesliga- und einen DFB-Pokal-Einsatz ohne eigenen Torerfolg.
Nachdem Teigl in der Hinrunde der Saison 2017/18 keine Berücksichtigung gefunden hatte, wechselte er am 3. Jänner 2018 bis zum 30. Juni 2019 auf Leihbasis in die 2. Bundesliga zu Eintracht Braunschweig. Aufgrund des Abstiegs der Braunschweiger in die 3. Liga wurde die Leihe bereits nach der Spielzeit 2017/18 beendet und Teigl kehrte nach Augsburg zurück. Für die Augsburger kam er in den folgenden zwei Spielzeiten zu weiteren neun Bundesligaeinsätzen.
Im September 2020 kehrte er nach Österreich zurück und wechselte zum FK Austria Wien. Am 27. Februar 2022, gegen Ende einer Partie gegen den Wolfsberger AC, stieß Teigls Kopf mit dem Knie eines anderen Spielers zusammen. Teigl brach daraufhin bewusstlos zusammen und verschluckte seine Zunge. Wolfsbergs Verteidiger Luka Lotschoschwili rief schnell Sanitäter herbei und holte Teigls Zunge aus dessen Rachen, was diesem das Leben rettete. Die Saison 2021/22 war für Teigl mit dieser Verletzung beendet, im August 2022 kehrte er wieder zurück. Für die Wiener kam er in drei Jahren zu 61 Bundesligaeinsätzen. Nach der Saison 2022/23 verließ er den Klub.
Anschließend wechselte Teigl zur Saison 2023/24 zum Zweitligisten FC Admira Wacker Mödling. Nach einer Spielzeit bei der Admira beendete er nach der Saison 2023/24 33-jährig seine Profikarriere. Anschließend wechselte er zur Saison 2024/25 zum siebtklassigen SC Sommerein, der von seinem Admira-Teamkollegen Stephan Zwierschitz trainiert wurde.

### Nationalmannschaft
Georg Teigl durfte bis jetzt insgesamt 17-mal für österreichische Nachwuchsnationalmannschaften auflaufen. Bei der U19-Europameisterschaft 2010 in Frankreich war er zweimal im Einsatz und gab im letzten Gruppenspiel gegen das U19-Team der Niederlande die Vorlage zum entscheidenden Tor für den 1:0-Sieg, womit sich das Österreichische Team für die U20-Weltmeisterschaft 2011 in Kolumbien qualifizierte. Bei der WM 2011 kam er auf zwei Einsätze in der Vorrunde. Er wurde in den Spielen gegen Panama und den späteren Weltmeister Brasilien eingewechselt. Österreich selbst schied nach der Vorrunde ohne Torerfolg und mit nur einem Remis als Gruppenletzter aus.

## Erfolge
FC Red Bull Salzburg
- Österreichischer Meister: 2011/12
- Österreichischer Pokalsieger: 2011/12

RB Leipzig
- Aufstieg in die Bundesliga: 2015/16